# 歡樂滿屋
《歡樂滿屋》（英語：Full House）是美國的一部情景喜劇，在美國廣播公司播出，故事內容是描述一位喪偶的單身爸爸在朋友幫助下育兒的趣事。歡樂滿屋首播於1987年9月22日，最後一集播出於1995年5月23日，共播出了八季192集。雖然該劇的知名度不如當代最紅的情境喜劇（1980年代的《考斯比一家》以及1990年代風靡全球的《老友记》），決仍然在情景劇迷的心目中留下不可磨滅的地位，甚至在當時還有推出書籍、玩偶等周邊商品，甚至舊金山的那棟前景被拿來當坦那宅的房子（儘管當地住戶非常不滿的反對）還因此成為劇迷們朝聖的觀光景點。

## 劇情
在妻子因為意外事故驟逝以後，住在舊金山坦那家丹尼·坦那（Daniel "Danny" Ernest Tanner）找來了亡妻的弟弟傑斯·卡托波里斯（Jesse Katsopolis）和高中時代的摯友喬伊·葛雷斯通（Joey Gladstone）來幫忙扶養自己的三個女兒棠娜（Donna Jo Margaret "D.J." Tanner）、史黛芬妮（Stephanie Tanner）和雪兒（Michelle Tanner）長大。橫跨八季的劇情紀錄著一家六口的成長以及變遷，到本劇中後期，傑斯曾一度因為和丹尼的同事貝琪結婚成家而搬走但是後來又搬回來，使得原來六口的家庭更加熱鬧了。

## 主要角色
- 丹尼爾·埃尼斯·「丹尼」·坦那（鮑勃·薩格飾演）

全劇主角，電視節目主持人。在妻子帕姆因為意外事故驟逝後，找來了帕姆的弟弟傑斯和好友喬伊共同撫養自己的三個女兒。
- 傑斯·卡托波里斯（約翰·斯塔莫斯飾演）

帕姆的弟弟，貓王（Elvis Presley）的忠實歌迷，後與丹尼的同事瑞貝嘉結婚成家。
- 喬伊·葛雷斯通（Dave Coulier飾演）

丹尼高中時代的摯友，是一位喜劇演員，曾和傑斯共同創業經營廣告業務。
- 棠娜·蕎·瑪格麗特·「DJ」·坦那（Candace Cameron飾演）

丹尼的大女兒，有時會與妹妹們爭吵，但也會深切地關心她們。
- 史黛芬妮·茱迪絲·坦那（喬蒂·史威汀飾演）

丹尼的二女兒，個性機靈，但說話常語帶諷刺，會透過閱讀日記和偷聽電話來監視姊姊棠娜的生活。
- 蜜雪兒·伊莉莎白·坦那（玛丽-凯特·奥尔森和阿什莉·奥尔森飾演）

丹尼的小女兒，和傑斯感情很好。

## 主要配角
- 瑞貝嘉·唐納森·卡托波里斯（洛莉·路格林飾演）

丹尼的同事，後與傑斯結婚。
- 金咪·吉布勒（Andrea Barber飾演）

坦那一家的鄰居，也是棠娜最好的朋友。
- 史帝夫·赫爾（Scott Weinger飾演）

高中摔跤隊的明星成員，棠娜第一個穩定交往的男朋友。

## 其他重點劇中人物
- 卡托波里斯雙胞胎（第五季由Daniel & Kevin Renteria 飾演，而後由 Blake and Dylan Tuomy-Wilhoit飾演）

傑斯和瑞貝嘉所生的雙胞胎兒子。

## 續集
歡樂滿屋雖然因為同檔期多部亮眼強檔喜劇的存在而沒有特別亮眼的成績，但是始終累積了一幫數量可觀的影迷。在該劇下檔後於美國電視台重播總是能取得不錯的收視率。
後來，當網飛購得歡樂滿屋的播放權之後，遂夾帶著這波觀眾的支持而聘請了原來歡樂滿屋的製作人以及劇組人物來製作續集歡樂又滿屋(Fuller House)
以二十九年後的舊金山為背景，並以DJ、史黛芬妮、和金咪三人為主角。

## 外部連結
- 互联网电影数据库（IMDb）上《歡樂滿屋》的资料（英文）